# Стороннім вхід дозволений
Стороннім вхід дозволений (рос. Посторонним вход разрешён) — радянсько-чехословацький дитячо-пригодницький художній фільм 1986 року, знятий режисером Йосефом Пінкавою на студії «Gottwaldov» і Кіностудії ім. М. Горького.

## Сюжет
За мотивами творів Наталії Дурової. Пригоди дітей з Чехословаччини, які приїхали до своїх московських друзів зі щеням Маркізом.

## У ролях
- Яна Паленічкова — Яна Кудєлкова
- Антон Самулєєв — Діма Корольов
- Вадим Хричкін — Саша Баландін
- Наталія Варлей — Корольова, мама Діми
- Єва Якубкова — Кудєлкова, мама Яни
- Євген Герасимов — Юрій Корольов, тато Діми
- Мирослав Мейзлік — Кудєлков, тато Яни
- Наталія Дурова — батько
- Олег Попов — клоун
- Любомир Липський — Карл Карлович Механек
- Раїса Рязанова — Поліпівна, Маргарита Іполитівна Бєдлова
- Здена Гадрболцова — тітонька
- Любов Германова — сестра Саши Баландіна
- Віктор Борисов — епізод
- Костянтин Захарченко — співробітник по вилову собак
- Леонід Харитонов — сусід професора
- Мілена Марцилісова — епізод
- Франтішек Гоудек — епізод
- Антон Створа — епізод
- Ева Маталова — епізод
- Марцела Хлупова — епізод
- Володимир Єпископосян — житель квартири
- Зінаїда Кулакова — глядачка в цирку

## Знімальна група
- Режисер — Йосеф Пінкава
- Сценаристи — Валерій Карен, Мілан Шимек
- Оператор — Юрай Фандлі
- Композитор — Зденек Джон
- Художники — Микола Терехов, Петр Смола